# Segunda FEB 2025-26
La temporada 2025-26 de Segunda FEB es la segunda con esta nueva denominación, que sustituye a la antigua LEB Plata y será la vigésima sexta temporada de la tercera categoría de baloncesto, organizada por la Federación Española de Baloncesto. Comenzará el 4 de octubre de 2025 con la primera jornada de la temporada regular y finalizará el 30 de mayo de 2026 con los playoffs de ascenso a Primera FEB.

## Formato
Se mantienen los 28 equipos divididos en 2 grupos de 14 (Este y Oeste) con una fase regular independiente en cada grupo. Al final de la temporada regular, el primer equipo de cada grupo jugará una eliminatoria para ascender directamente a Primera FEB, mientras que el equipo perdedor pasará a los cuartos de final de los playoffs de ascenso; los equipos que terminen del 2.º al 8.º lugar de cada grupo se clasificarán para los playoffs de ascenso, en eliminatorias de octavos, cuartos y semifinales para determinar los otros dos equipos que accederán a Primera FEB. Descienden a Tercera FEB 6 equipos, los dos últimos de cada grupo y los dos perdedores de los dos playoffs de descenso que disputarán los equipos que terminen el 11.º de un grupo contra el 12.º del otro grupo.

## Equipos
Un total de 28 equipos competirán en la liga, incluidos 16 equipos de la temporada 2024-25, tres descendidos de la Primera FEB 2024-25,  un club nuevo, el Club Baloncesto Toledo Basket que ha comprado la plaza del CB L'Horta Godella, siete ascendidos de la Tercera FEB 2024-25 y uno ascendido desde la Primera División, el Spanish Basketball Academy, al ocupar vacantes.
| Grupo | Equipo                             | Ciudad                | Pabellón                                      |
| ----- | ---------------------------------- | --------------------- | --------------------------------------------- |
| Oeste | UEMC CBC Valladolid                | Valladolid            | Pabellón Polideportivo Pisuerga               |
| Oeste | CB Starlabs Morón                  | Morón de la Frontera  | Pabellón Alameda                              |
| Oeste | Cáceres Patrimonio de la Humanidad | Cáceres               | Pabellón Multiusos Ciudad de Cáceres          |
| Oeste | Cultural y Deportiva Leonesa       | León                  | Palacio Municipal de Deportes de León         |
| Oeste | Clínica Ponferrada SDP             | Ponferrada            | Pabellón Municipal de Deportes Lydia Valentín |
| Oeste | Insolac Caja 87                    | Sevilla               | Palacio Municipal de Deportes San Pablo       |
| Oeste | Biele ISB                          | Azpeitia              | Polideportivo Municipal de Azpeitia           |
| Oeste | Coto Córdoba CB                    | Córdoba               | Palacio Municipal de Deportes Vista Alegre    |
| Oeste | CB Clavijo                         | Logroño               | Palacio de los Deportes de La Rioja           |
| Oeste | Club Baloncesto Toledo Basket      | Toledo                | Pabellón Municipal Javier Lozano Cid          |
| Oeste | Logrobasket Logi7                  | Logroño               | Polideportivo Lobete                          |
| Oeste | Castillo de Gorraiz Valle de Egüés | Sarriguren            | Polideportivo Sarriguren                      |
| Oeste | Cìrculo Gijón Baloncesto           | Gijón                 | Palacio de Deportes La Guía-Adolfo Suárez     |
| Oeste | Jaén Paraíso Interior CB           | Jaén                  | Pabellón Municipal de la Salobreja            |
| Este  | Amics Castelló                     | Castellón de la Plana | Pabellón Ciutat de Castelló                   |
| Este  | Class Bàsquet Sant Antoni          | San Antonio Abad      | Polideportivo Sa Pedrera                      |
| Este  | Lobe Huesca La Magia               | Huesca                | Palacio Municipal de Deportes de Huesca       |
| Este  | Club Esportiu Bàsquet Llíria       | Liria                 | Pabellón Pla del Arc                          |
| Este  | Maderas Sorli Benicarló            | Benicarló             | Pabellón Municipal de Benicarló               |
| Este  | CB Salou                           | Salou                 | Pabellón Centre Salou                         |
| Este  | Bueno Arenas Albacete Basket       | Albacete              | Pabellón del Parque                           |
| Este  | Proinbeni UPB Gandía               | Gandía                | Pabellón Municipal de Gandía                  |
| Este  | Homs UE Mataró                     | Mataró                | Palau d'Esports Josep Mora                    |
| Este  | Sol Gironès Bisbal Bàsquet         | La Bisbal d'Empordà   | Pavelló Municipal d'Esports                   |
| Este  | Ciudad Molina Basket               | Molina de Segura      | Pabellón Serrerías                            |
| Este  | CB Zaragoza                        | Zaragoza              | Pabellón Siglo XXI                            |
| Este  | CB Getafe                          | Getafe                | Pabellón Juan de la Cierva                    |
| Este  | Spanish Basketball Academy         | Alcorcón              | SBA Arena                                     |

(  Ascensos/Descensos de la temporada anterior 2024-25)

## Liga regular

### Grupo Oeste
| | Equipo                             | J | G | P | PF | PC | DP | Puntos |
| --- | ---------------------------------- | - | - | - | -- | -- | -- | ------ |
| 1 | UEMC CBC Valladolid                |   |   |   |    |    |    |        |
| 2 | CB Starlabs Morón                  |   |   |   |    |    |    |        |
| 3 | Cáceres Patrimonio de la Humanidad |   |   |   |    |    |    |        |
| 4 | Cultural y Deportiva Leonesa       |   |   |   |    |    |    |        |
| 5 | Clínica Ponferrada SDP             |   |   |   |    |    |    |        |
| 6 | Insolac Caja 87                    |   |   |   |    |    |    |        |
| 7 | Biele ISB                          |   |   |   |    |    |    |        |
| 8 | Coto Córdoba CB                    |   |   |   |    |    |    |        |
| 9 | CB Clavijo                         |   |   |   |    |    |    |        |
| 10 | Club Baloncesto Toledo Basket      |   |   |   |    |    |    |        |
| 11 | Logrobasket Logi7                  |   |   |   |    |    |    |        |
| 12 | Castillo de Gorraiz Valle de Egüés |   |   |   |    |    |    |        |
| 13 | Círculo Gijón Baloncesto           |   |   |   |    |    |    |        |
| 14 | Jaén Paraíso Interior CB           |   |   |   |    |    |    |        |
| Fuente: Federación Española de Baloncesto: Clasificación de la Liga LEB Plata - Grupo Oeste; actualización automática |                                    |   |   |   |    |    |    |        |

### Grupo Este
| | Equipo                       | J | G | P | PF | PC | DP | Puntos |
| --- | ---------------------------- | - | - | - | -- | -- | -- | ------ |
| 1 | Amics Castelló               |   |   |   |    |    |    |        |
| 2 | Class Bàsquet Sant Antoni    |   |   |   |    |    |    |        |
| 3 | Lobe Huesca La Magia         |   |   |   |    |    |    |        |
| 4 | Club Esportiu Bàsquet Llíria |   |   |   |    |    |    |        |
| 5 | Maderas Sorli Benicarló      |   |   |   |    |    |    |        |
| 6 | CB Salou                     |   |   |   |    |    |    |        |
| 7 | Bueno Arenas Albacete Basket |   |   |   |    |    |    |        |
| 8 | Proinbeni UPB Gandía         |   |   |   |    |    |    |        |
| 9 | Homs UE Mataró               |   |   |   |    |    |    |        |
| 10 | Sol Gironès Bisbal Bàsquet   |   |   |   |    |    |    |        |
| 11 | Ciudad Molina Basket         |   |   |   |    |    |    |        |
| 12 | CB Zaragoza                  |   |   |   |    |    |    |        |
| 13 | CB Getafe                    |   |   |   |    |    |    |        |
| 13 | Spanish Basketball Academy   |   |   |   |    |    |    |        |
| Fuente: Federación Española de Baloncesto: Clasificación de la Liga LEB Plata - Grupo Este; actualización automática |                              |   |   |   |    |    |    |        |

## Playoffs

### Por el título
El ganador se proclama campeón de Segunda FEB 2025-26 y asciende a la Primera FEB 2026-27. El perdedor accede a los cuartos de final del playoff de ascenso.
| Equipo 1     | Agr. | Equipo 2     | Ida | Vuelta |
| ------------ | ---- | ------------ | --- | ------ |
| Bandera de ? | -    | Bandera de ? | -   | -      |

Fuente: FEB

### Por el ascenso
|  | Octavos de final                                     | Octavos de final                                     | Octavos de final                                     | Octavos de final                                     |  |  | Cuartos de final                                    | Cuartos de final                                    | Cuartos de final                                    | Cuartos de final                                    |  |  | Semifinales                                          | Semifinales                                          | Semifinales                                          | Semifinales                                          |  |  | Asciende a Primera FEB | Asciende a Primera FEB | Asciende a Primera FEB |  |
|  | 25 de abril de 2026 (ida) 2 de mayo de 2026 (vuelta) | 25 de abril de 2026 (ida) 2 de mayo de 2026 (vuelta) | 25 de abril de 2026 (ida) 2 de mayo de 2026 (vuelta) | 25 de abril de 2026 (ida) 2 de mayo de 2026 (vuelta) |  |  | 9 de mayo de 2026 (ida) 16 de mayo de 2026 (vuelta) | 9 de mayo de 2026 (ida) 16 de mayo de 2026 (vuelta) | 9 de mayo de 2026 (ida) 16 de mayo de 2026 (vuelta) | 9 de mayo de 2026 (ida) 16 de mayo de 2026 (vuelta) |  |  | 23 de mayo de 2026 (ida) 30 de mayo de 2026 (vuelta) | 23 de mayo de 2026 (ida) 30 de mayo de 2026 (vuelta) | 23 de mayo de 2026 (ida) 30 de mayo de 2026 (vuelta) | 23 de mayo de 2026 (ida) 30 de mayo de 2026 (vuelta) |  |  |                        |                        |                        |  |
|  |                                                      |                                                      |                                                      |                                                      |  |  |                                                     |                                                     |                                                     |                                                     |  |  |                                                      |                                                      |                                                      |                                                      |  |  |                        |                        |                        |  |
|  |                                                      |                                                      |                                                      |                                                      |  |  |                                                     |                                                     |                                                     |                                                     |  |  |                                                      |                                                      |                                                      |                                                      |  |  |                        |                        |                        |  |
|  |                                                      | Bandera de ?                                         |                                                      |                                                      |  |  |                                                     |                                                     |                                                     |                                                     |  |  |                                                      |                                                      |                                                      |                                                      |  |  |                        |                        |                        |  |
|  |                                                      |                                                      |                                                      |                                                      |  |  |                                                     |                                                     |                                                     |                                                     |  |  |                                                      |                                                      |                                                      |                                                      |  |  |                        |                        |                        |  |
|  |                                                      | Bandera de ?                                         |                                                      |                                                      |  |  |                                                     |                                                     |                                                     |                                                     |  |  |                                                      |                                                      |                                                      |                                                      |  |  |                        |                        |                        |  |
|  |                                                      | Bandera de ?                                         |                                                      |                                                      |  |  |                                                     |                                                     |                                                     |                                                     |  |  |                                                      |                                                      |                                                      |                                                      |  |  |                        |                        |                        |  |
|  |                                                      |                                                      |                                                      |                                                      |  |  |                                                     |                                                     |                                                     |                                                     |  |  |                                                      |                                                      |                                                      |                                                      |  |  |                        |                        |                        |  |
|  |                                                      |                                                      | Bandera de ?                                         |                                                      |  |  |                                                     |                                                     |                                                     |                                                     |  |  |                                                      |                                                      |                                                      |                                                      |  |  |                        |                        |                        |  |
|  |                                                      | Bandera de ?                                         |                                                      |                                                      |  |  |                                                     |                                                     |                                                     |                                                     |  |  |                                                      |                                                      |                                                      |                                                      |  |  |                        |                        |                        |  |
|  |                                                      |                                                      |                                                      |                                                      |  |  |                                                     |                                                     |                                                     |                                                     |  |  |                                                      |                                                      |                                                      |                                                      |  |  |                        |                        |                        |  |
|  |                                                      | Bandera de ?                                         |                                                      |                                                      |  |  |                                                     |                                                     |                                                     |                                                     |  |  |                                                      |                                                      |                                                      |                                                      |  |  |                        |                        |                        |  |
|  |                                                      |                                                      |                                                      |                                                      |  |  |                                                     | Bandera de ?                                        |                                                     |                                                     |  |  |                                                      |                                                      |                                                      |                                                      |  |  |                        |                        |                        |  |
|  |                                                      |                                                      |                                                      |                                                      |  |  |                                                     |                                                     |                                                     |                                                     |  |  |                                                      |                                                      |                                                      |                                                      |  |  |                        |                        |                        |  |
|  |                                                      |                                                      | Bandera de ?                                         |                                                      |  |  |                                                     |                                                     |                                                     |                                                     |  |  |                                                      |                                                      |                                                      |                                                      |  |  |                        |                        |                        |  |
|  |                                                      | Bandera de ?                                         |                                                      |                                                      |  |  |                                                     |                                                     |                                                     |                                                     |  |  |                                                      |                                                      |                                                      |                                                      |  |  |                        |                        |                        |  |
|  |                                                      |                                                      |                                                      |                                                      |  |  |                                                     |                                                     |                                                     |                                                     |  |  |                                                      |                                                      |                                                      |                                                      |  |  |                        |                        |                        |  |
|  |                                                      | Bandera de ?                                         |                                                      |                                                      |  |  |                                                     |                                                     |                                                     |                                                     |  |  |                                                      |                                                      |                                                      |                                                      |  |  |                        |                        |                        |  |
|  |                                                      | Bandera de ?                                         |                                                      |                                                      |  |  |                                                     |                                                     |                                                     |                                                     |  |  |                                                      |                                                      |                                                      |                                                      |  |  |                        |                        |                        |  |
|  |                                                      |                                                      |                                                      |                                                      |  |  |                                                     |                                                     |                                                     |                                                     |  |  |                                                      |                                                      |                                                      |                                                      |  |  |                        |                        |                        |  |
|  |                                                      |                                                      | Bandera de ?                                         |                                                      |  |  |                                                     |                                                     |                                                     |                                                     |  |  |                                                      |                                                      |                                                      |                                                      |  |  |                        |                        |                        |  |
|  |                                                      | Bandera de ?                                         |                                                      |                                                      |  |  |                                                     |                                                     |                                                     |                                                     |  |  |                                                      |                                                      |                                                      |                                                      |  |  |                        |                        |                        |  |
|  |                                                      |                                                      |                                                      |                                                      |  |  |                                                     |                                                     |                                                     |                                                     |  |  |                                                      |                                                      |                                                      |                                                      |  |  |                        |                        |                        |  |
|  |                                                      | Bandera de ?                                         |                                                      |                                                      |  |  |                                                     |                                                     |                                                     |                                                     |  |  |                                                      |                                                      |                                                      |                                                      |  |  |                        |                        |                        |  |
|  |                                                      |                                                      |                                                      |                                                      |  |  |                                                     |                                                     |                                                     |                                                     |  |  |                                                      | Bandera de ?                                         |                                                      |                                                      |  |  |                        |                        |                        |  |
|  |                                                      |                                                      |                                                      |                                                      |  |  |                                                     |                                                     |                                                     |                                                     |  |  |                                                      |                                                      |                                                      |                                                      |  |  |                        |                        |                        |  |
|  |                                                      |                                                      | Bandera de ?                                         |                                                      |  |  |                                                     |                                                     |                                                     |                                                     |  |  |                                                      |                                                      |                                                      |                                                      |  |  |                        |                        |                        |  |
|  |                                                      | Bandera de ?                                         |                                                      |                                                      |  |  |                                                     |                                                     |                                                     |                                                     |  |  |                                                      |                                                      |                                                      |                                                      |  |  |                        |                        |                        |  |
|  |                                                      |                                                      |                                                      |                                                      |  |  |                                                     |                                                     |                                                     |                                                     |  |  |                                                      |                                                      |                                                      |                                                      |  |  |                        |                        |                        |  |
|  |                                                      | Bandera de ?                                         |                                                      |                                                      |  |  |                                                     |                                                     |                                                     |                                                     |  |  |                                                      |                                                      |                                                      |                                                      |  |  |                        |                        |                        |  |
|  |                                                      | Bandera de ?                                         |                                                      |                                                      |  |  |                                                     |                                                     |                                                     |                                                     |  |  |                                                      |                                                      |                                                      |                                                      |  |  |                        |                        |                        |  |
|  |                                                      |                                                      |                                                      |                                                      |  |  |                                                     |                                                     |                                                     |                                                     |  |  |                                                      |                                                      |                                                      |                                                      |  |  |                        |                        |                        |  |
|  |                                                      |                                                      | Bandera de ?                                         |                                                      |  |  |                                                     |                                                     |                                                     |                                                     |  |  |                                                      |                                                      |                                                      |                                                      |  |  |                        |                        |                        |  |
|  |                                                      | Bandera de ?                                         |                                                      |                                                      |  |  |                                                     |                                                     |                                                     |                                                     |  |  |                                                      |                                                      |                                                      |                                                      |  |  |                        |                        |                        |  |
|  |                                                      |                                                      |                                                      |                                                      |  |  |                                                     |                                                     |                                                     |                                                     |  |  |                                                      |                                                      |                                                      |                                                      |  |  |                        |                        |                        |  |
|  |                                                      | Bandera de ?                                         |                                                      |                                                      |  |  |                                                     |                                                     |                                                     |                                                     |  |  |                                                      |                                                      |                                                      |                                                      |  |  |                        |                        |                        |  |
|  |                                                      |                                                      |                                                      |                                                      |  |  |                                                     | Bandera de ?                                        |                                                     |                                                     |  |  |                                                      |                                                      |                                                      |                                                      |  |  |                        |                        |                        |  |
|  |                                                      |                                                      |                                                      |                                                      |  |  |                                                     |                                                     |                                                     |                                                     |  |  |                                                      |                                                      |                                                      |                                                      |  |  |                        |                        |                        |  |
|  |                                                      |                                                      | Bandera de ?                                         |                                                      |  |  |                                                     |                                                     |                                                     |                                                     |  |  |                                                      |                                                      |                                                      |                                                      |  |  |                        |                        |                        |  |
|  |                                                      | Bandera de ?                                         |                                                      |                                                      |  |  |                                                     |                                                     |                                                     |                                                     |  |  |                                                      |                                                      |                                                      |                                                      |  |  |                        |                        |                        |  |
|  |                                                      |                                                      |                                                      |                                                      |  |  |                                                     |                                                     |                                                     |                                                     |  |  |                                                      |                                                      |                                                      |                                                      |  |  |                        |                        |                        |  |
|  |                                                      | Bandera de ?                                         |                                                      |                                                      |  |  |                                                     |                                                     |                                                     |                                                     |  |  |                                                      |                                                      |                                                      |                                                      |  |  |                        |                        |                        |  |
|  |                                                      | Bandera de ?                                         |                                                      |                                                      |  |  |                                                     |                                                     |                                                     |                                                     |  |  |                                                      |                                                      |                                                      |                                                      |  |  |                        |                        |                        |  |
|  |                                                      |                                                      |                                                      |                                                      |  |  |                                                     |                                                     |                                                     |                                                     |  |  |                                                      |                                                      |                                                      |                                                      |  |  |                        |                        |                        |  |
|  |                                                      |                                                      | Bandera de ?                                         |                                                      |  |  |                                                     |                                                     |                                                     |                                                     |  |  |                                                      |                                                      |                                                      |                                                      |  |  |                        |                        |                        |  |
|  |                                                      | Bandera de ?                                         |                                                      |                                                      |  |  |                                                     |                                                     |                                                     |                                                     |  |  |                                                      |                                                      |                                                      |                                                      |  |  |                        |                        |                        |  |
|  |                                                      |                                                      |                                                      |                                                      |  |  |                                                     |                                                     |                                                     |                                                     |  |  |                                                      |                                                      |                                                      |                                                      |  |  |                        |                        |                        |  |
|  |                                                      |                                                      |                                                      |                                                      |  |  |                                                     |                                                     |                                                     |                                                     |  |  |                                                      |                                                      |                                                      |                                                      |  |  |                        |                        |                        |  |
|  |                                                      |                                                      |                                                      |                                                      |  |  |                                                     |                                                     |                                                     |                                                     |  |  |                                                      |                                                      |                                                      |                                                      |  |  |                        |                        |                        |  |
|  |                                                      |                                                      |                                                      |                                                      |  |  |                                                     |                                                     |                                                     |                                                     |  |  |                                                      |                                                      |                                                      |                                                      |  |  |                        |                        |                        |  |

#### Octavos de final
| Equipo 1     | Agr. | Equipo 2     | Ida | Vuelta |
| ------------ | ---- | ------------ | --- | ------ |
| Bandera de ? | -    | Bandera de ? | -   | -      |
| Bandera de ? | -    | Bandera de ? | -   | -      |
| Bandera de ? | -    | Bandera de ? | -   | -      |
| Bandera de ? | -    | Bandera de ? | -   | -      |
| Bandera de ? | -    | Bandera de ? | -   | -      |
| Bandera de ? | -    | Bandera de ? | -   | -      |
| Bandera de ? | -    | Bandera de ? | -   | -      |
| Bandera de ? | -    | Bandera de ? | -   | -      |

Fuente: FEB

#### Cuartos de final
Se establecerá una clasificación entre los equipos ganadores de los Octavos de final. El equipo perdedor de la eliminatoria entre los dos primeros, ocupará el primer puesto de la clasificación. La clasificación de los siete equipos se obtendrá como sigue a continuación:
- Puesto obtenido al término de la Liga regular.
- Número de victorias al término de la Liga regular.
- En caso de empate se regirá el Reglamento General de la FEB.

| Equipo 1     | Agr. | Equipo 2     | Ida | Vuelta |
| ------------ | ---- | ------------ | --- | ------ |
| Bandera de ? | -    | Bandera de ? | -   | -      |
| Bandera de ? | -    | Bandera de ? | -   | -      |
| Bandera de ? | -    | Bandera de ? | -   | -      |
| Bandera de ? | -    | Bandera de ? | -   | -      |

Fuente: FEB

#### Semifinales
Los dos ganadores ascienden a la Primera FEB 2026-27.
| Equipo 1     | Agr. | Equipo 2     | Ida | Vuelta |
| ------------ | ---- | ------------ | --- | ------ |
| Bandera de ? | -    | Bandera de ? | -   | -      |
| Bandera de ? | -    | Bandera de ? | -   | -      |

Fuente: FEB

### Por el descenso
Los dos perdedores descienden a la Tercera FEB 2026-27.
| Equipo 1     | Agr. | Equipo 2     | Ida | Vuelta |
| ------------ | ---- | ------------ | --- | ------ |
| Bandera de ? | -    | Bandera de ? | -   | -      |
| Bandera de ? | -    | Bandera de ? | -   | -      |

Fuente: FEB